# Puccinia noccae
Puccinia noccae ist eine Ständerpilzart aus der Ordnung der Rostpilze (Pucciniales). Der Pilz ist ein Endoparasit der Korbblütlergattung Lagascea. Symptome des Befalls durch die Art sind Rostflecken und Pusteln auf den Blattoberflächen der Wirtspflanzen. Sie ist in Mittelamerika verbreitet.

## Merkmale

### Makroskopische Merkmale
Puccinia noccae ist mit bloßem Auge nur anhand der auf der Oberfläche des Wirtes hervortretenden Sporenlager zu erkennen. Sie wachsen in Nestern, die als gelbliche bis braune Flecken und Pusteln auf den Blattoberflächen erscheinen.

### Mikroskopische Merkmale
Das Myzel von Puccinia noccae wächst wie bei allen Puccinia-Arten interzellulär und bildet Saugfäden, die in das Speichergewebe des Wirtes wachsen. Ihre Spermogonien und Aecien sind unbekannt. Die beidseitig auf den Wirtsblättern wachsenden Uredien des Pilzes sind zimtbraun. Ihre ebenfalls zimtbraunen Uredosporen sind 22–28 × 20–26 µm groß, ei- bis leicht urnenförmig und stachelwarzig. Die beidseitig wachsenden Telien der Art sind schwarzbraun, pulverig und unbedeckt. Die dunkel kastanienbraunen Teliosporen sind zweizellig, in der Regel ellipsoid bis breitellipsoid und 35–44 × 24–29 µm groß. Ihre Stiele sind farblos und bis zu 85 µm lang.

## Verbreitung
Das bekannte Verbreitungsgebiet von Puccinia noccae reicht von Honduras und El Salvador bis ins südliche Mexiko.

## Ökologie
Die Wirtspflanzen von Puccinia noccae sind verschiedene Lagascea-Arten. Der Pilz ernährt sich von den im Speichergewebe der Pflanzen vorhandenen Nährstoffen, seine Sporenlager brechen später durch die Blattoberfläche und setzen Sporen frei. Die Art durchläuft einen Entwicklungszyklus, von dem bislang nur Telien und Uredien sowie deren Wirt bekannt sind; Spermogonien und Aecien konnten ihr nicht zugewiesen werden.